# Enzo
Enzo  è un nome proprio di persona italiano maschile. 

## Varianti
- Maschili. Enzio
  - Alterati: Enzino
- Femminili: Enza, Enzia
  - Alterati: Enzina

### Varianti in altre lingue
- Francese: Enzo[1]
- Ligure: Enso[2]

## Origine e diffusione
L'origine del nome Enzo può essere varia e non del tutto certa. È possibile che sia un adattamento del nome tedesco Heinz, forma ipocoristica di Heinrich (l'italiano Enrico), ma non è da escludere che possa derivare dal nome germanico Anzo, basato sulla radice ant che vuol dire "gigante".
Ai giorni nostri, rappresenta spesso anche un ipocoristico di nomi quali Lorenzo, Vincenzo, Innocenzo, Crescenzo o Fiorenzo. È frequente in tutta l'Italia ed in America Latina. Negli ultimi anni si è reso popolare anche in Francia.

## Onomastico
Il nome è adespota, non essendoci santi che lo abbiano portato. L'onomastico può essere festeggiato il 1º novembre per la festa di Ognissanti o in corrispondenza di quello del nome di cui Enzo rappresenta l'ipocoristico.

## Persone

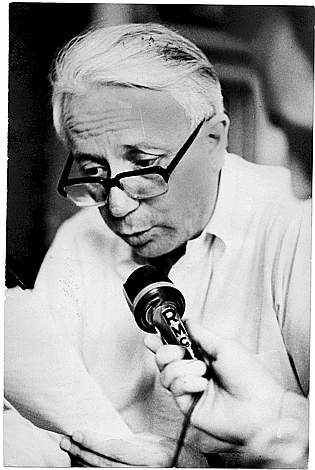
Enzo Biagi

Enzo Jannacci

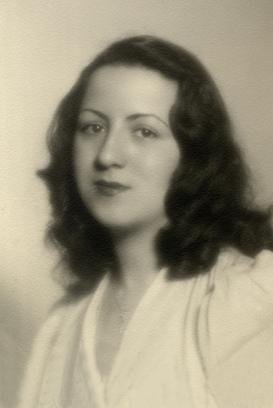
Enza Passatore

- Enzo di Hohenstaufen, re di Sardegna, figlio di Federico II di Svevia
- Enzo Aita, cantante e attore italiano
- Enzo Avitabile, sassofonista e cantautore italiano
- Enzo Bearzot, calciatore e allenatore di calcio italiano
- Enzo Bettiza, giornalista, scrittore e politico italiano
- Enzo Biagi, giornalista, scrittore e conduttore televisivo italiano
- Enzo Bianchi, religioso e scrittore italiano
- Enzo Biliotti, attore italiano
- Enzo Bonagura, poeta e paroliere italiano
- Enzo G. Castellari, regista e sceneggiatore italiano
- Enzo Cerusico, attore italiano
- Enzo Cucchi, pittore e scultore italiano
- Enzo Decaro, attore, regista e sceneggiatore italiano
- Enzo Ferrari, imprenditore, ingegnere e pilota automobilistico italiano
- Enzo Forcella, scrittore, giornalista e storico italiano
- Enzo Francescoli, calciatore uruguaiano
- Enzo Fusco, cantante e chitarrista italiano
- Enzo Fusco, poeta italiano
- Enzo Garinei, attore e doppiatore italiano
- Enzo Ghinazzi, vero nome di Pupo, cantautore, conduttore televisivo e doppiatore italiano
- Enzo Iacchetti, attore, comico, conduttore televisivo, cantante italiano
- Enzo Jannacci, cantautore, cabarettista, attore italiano
- Enzo Maiolino, pittore italiano
- Enzo Maiorca, apneista italiano
- Enzo Maresca, calciatore italiano
- Enzo Mirigliani, personaggio televisivo italiano
- Enzo Salvi, attore, cabarettista e comico italiano
- Enzo Savorgnan di Brazzà, prefetto, militare e politico italiano
- Enzo Siciliano, scrittore e critico letterario italiano
- Enzo Tortora, conduttore televisivo e politico italiano

### Variante femminile Enza
- Enza Passatore, cantante italiana
- Enza Rossano, giocatrice di bridge italiana
- Enza Sampò, conduttrice televisiva italiana

## Il nome nelle arti
- Enzo Enzo è lo pseudonimo adottato da Körin Ternovtzeff, cantante francese.
- Heinz Doofenshmirtz è un personaggio della serie animata Phineas e Ferb.